# Szociális hozzájárulási adó
A szociális hozzájárulási adó (rövid nevén: szocho) egy magyarországi adónem, amely a magánszemélyek jövedelmének különféle formái, például munkabér és osztalék után kerül megfizetésre. Az adónem célja, hogy fenntartsa a társadalmi ellátórendszereket, többek közt a nyugdíjrendszert és a szociális segélyek rendszerét. Bizonyos adónemek, mint például a kisadózó vállalkozások tételes adója (kata) és a kisvállalati adó (kiva) részben vagy egészben mentesít a szocho megfizetése alól.
A szociális hozzájárulási adó egy degresszív adónem, ugyanis minden évben a január 1-jén hatályos minimálbér 24-szerese (2024-ben ez az összeg bruttó 6 403 200 forint) feletti jövedelemrészre nem kell megfizetni a szociális hozzájárulási adót; vagyis csak a tárgyévben realizált 6 403 200 forintos sávhatárig érvényes a 13%-os adókulcs, az efeletti jövedelemrész esetében viszont gyakorlatilag 0%-os kulcs van érvényben a szociális hozzájárulási adónál. Mindez szemben áll a kormány azon céljával, miszerint a kormány célja az arányos közteherviselés, emellett kiesést is jelent a költségvetésnek.
Magyarországon a társadalombiztosítási járulék gyakorlatilag ketté van választva: a munkavállaló bruttó béréből 18,5%-os társadalombiztosítási járulékot vonnak le, míg a munkaadó a bruttó béren felül 13%-os szociális hozzájárulási adót köteles fizetni. A két teher mértéke együttesen a bérköltségnek (azaz a bruttó bér 113%-ának) a 27,88%-át teszi ki. Időről időre felmerülnek olyan kezdeményezések, hogy a teljes járulékköltséget a bruttó bérből vonják le, az új egységes tb-járulék mértéke pedig 27% lehetne. A 15%-os személyi jövedelemadó (szja) mértéke pedig a teljes bérköltség arányában 13,27%, így az szja mértéke a járulékok egységesítése esetén 13% lehetne. Ez nem csak egyszerűsítené az adózást, hanem javítaná a családi adókedvezmény igénybevehetőségét a három- vagy többgyermekes családok esetében. A járulékok egységesítése esetén természetesen a bruttó béreket automatikusan meg kellene emelni 13%-kal, a mai teljes bérköltség szintjére.

## Története
Az adónemet az egyes adótörvények és azzal összefüggő egyéb törvények módosításáról szóló 2011. évi CLVI. törvény IX. fejezete vezette be 2012. január 1-jétől. Ezzel egyidejűleg megszűnt a munkaadó által fizetett nyugdíjbiztosítási járulék, egészségbiztosítási járulék és munkaerőpiaci járulék; a járulék és a szociális hozzájárulási adó között az a különbség, hogy előbbi kizárólag arra a célra fordítható, amelyre beszedték, utóbbi adót viszont egyéb célokra is lehet költeni.
2023. július 1-től a személyi jövedelemadó (kamatadó) mellett 13%-os szociális hozzájárulási adót (szocho) is kell fizetni a 2023. július 1-je után keletkező kamatjövedelmek után. Néhány befektetést nem érint az az új adónem, például a TBSZ-en (tartós befektetési számlán) tartott befektetett megtakarítást továbbra is adómentes az 5. év után.

## Adótényállás

### Adóalany
A szocho alanya minden olyan egyéni és társas vállalkozás, amely a főszabály szerint adózik és nem tartozik az egyszerűsített adónemek (kisadózó vállalkozások tételes adója, kisvállalati adó, kisadózó vállalkozók tételes adója) valamelyike alá.

### Adómérték
2024. január 1-jétől a szocho mértéke a tárgyévi 6 403 200 forintos adóalapig 13%, az afeletti jövedelemrészre 0%.
| Időszak                              | Az adóalaphoz viszonyítva                                                                  |
| ------------------------------------ | ------------------------------------------------------------------------------------------ |
| 2012. január 1. – 2012. december 31. | éves bruttó 2 232 000 forintig 27%, bruttó 2 232 000 forintos jövedelemrész felett 0%      |
| 2013. január 1. – 2013. december 31. | éves bruttó 2 352 000 forintig 27%, bruttó 2 352 000 forintos jövedelemrész felett 0%      |
| 2014. január 1. – 2014. december 31. | éves bruttó 2 436 000 forintig 27%, bruttó 2 436 000 forintos jövedelemrész felett 0%      |
| 2015. január 1. – 2015. december 31. | éves bruttó 2 520 000 forintig 27%, éves bruttó 2 520 000 forintos jövedelemrész felett 0% |
| 2016. január 1. – 2016. december 31. | éves bruttó 2 664 000 forintig 27%, bruttó 2 664 000 forintos jövedelemrész felett 0%      |
| 2017. január 1. – 2017. december 31. | éves bruttó 3 060 000 forintig 22%, bruttó 3 060 000 forintos jövedelemrész felett 0%      |
| 2018. január 1. – 2018. december 31. | éves bruttó 3 312 000 forintig 19,5%, bruttó 3 312 000 forintos jövedelemrész felett 0%    |
| 2019. január 1. – 2019. június 30.   | éves bruttó 3 576 000 forintig 19,5%, bruttó 3 576 000 forintos jövedelemrész felett 0%    |
| 2019. július 1. – 2019. december 31. | éves bruttó 3 576 000 forintig 17,5%, bruttó 3 576 000 forintos jövedelemrész felett 0%    |
| 2020. január 1. – 2020. június 30.   | éves bruttó 3 864 000 forintig 17,5%, bruttó 3 864 000 forintos jövedelemrész felett 0%    |
| 2020. július 1. – 2021. december 31. | éves bruttó 3 864 000 forintig 15,5%, bruttó 3 864 000 forintos jövedelemrész felett 0%    |
| 2022. január 1. – 2022. december 31. | éves bruttó 4 800 000 forintig 13%, bruttó 4 800 000 forintos jövedelemrész felett 0%      |
| 2023. január 1. – 2023. december 31. | éves bruttó 5 568 000 forintig 13%, bruttó 5 568 000 forintos jövedelemrész felett 0%      |
| 2024. január 1-jétől                 | éves bruttó 6 403 200 forintig 13%, bruttó 6 403 200 forintos jövedelemrész felett 0%      |